# Horno de inducción

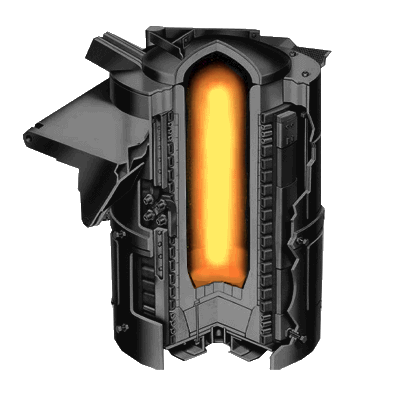
Horno de inducción

Un horno de inducción es un horno eléctrico en el que el calor es generado por la inducción eléctrica de un medio conductivo (un metal) en un crisol, alrededor del cual se encuentran enrolladas bobinas magnéticas. 
El principio de calentamiento de un metal por medio de la inducción fue descubierto por Michael Faraday en 1831 mientras se encontraba experimentando en su laboratorio.
Una ventaja del horno de inducción es que es limpio, eficiente desde el punto de vista energético, y es un proceso de fundición y de tratamiento de metales más controlable que con la mayoría de los demás modos de calentamiento. Otra de sus ventajas es la capacidad para generar una gran cantidad de calor de manera rápida. Los principales componentes de un sistema de calentamiento por inducción son: el cuerpo de bobinas, conformado por las bobinas de fuerza (donde como están dispuestas físicamente es donde hay mayor agitación del baño líquido) y por las bobinas de refrigeración, la fuente de alimentación, la etapa de acoplamiento de la carga, una estación de enfriamiento, el material refractario que protege a las bobinas del baño líquido y la pieza a ser tratada.
Las fundiciones más modernas utilizan este tipo de horno y cada vez más fundiciones están sustituyendo los hornos eléctricos por los de inducción, debido a que aquellos generaban mucho polvo entre otros contaminantes. El rango de capacidades de los hornos de inducción abarca desde menos de un kilogramo hasta cien toneladas y son utilizados para fundir hierro y acero, cobre, aluminio y metales preciosos. Uno de los principales inconvenientes de estos hornos es la imposibilidad de refinamiento: la carga de materiales ha de estar libre de productos oxidantes y ser de una composición conocida y algunas aleaciones pueden perderse debido a la oxidación (y deben ser re-añadidos).
El rango de frecuencias de operación va desde la frecuencia de red (50 o 60 Hz) hasta los 10 kHz, en función del metal que se quiere fundir, la capacidad del horno y la velocidad de fundición deseada; normalmente un horno de frecuencia elevada (más de 3000 Hz) es más rápido, siendo utilizados generalmente en la fundición de aceros, dado que la elevada frecuencia disminuye la turbulencia y evita la oxidación. Frecuencias menores generan más turbulencias en el metal, reduciendo la potencia que puede aplicarse al metal fundido. 
En la actualidad los hornos de frecuencia de línea (50 o 60 Hz, según país) han quedado en desuso, ya que poseían muy poca eficiencia energética y además cargaban con un alto coste de mantenimiento, dado que contenían una gran cantidad de elementos electromecánicos. En las últimas décadas (aproximadamente desde finales de la década de 1970) se han incorporado equipos de estado sólido, conformados en su etapa de potencia con componentes tales como tiristores (diodos SCR) y transistores de potencia tipo IGBT, con lo que el rendimiento y eficiencia de estos equipos ha aumentado considerablemente.
Un horno para una tonelada precalentado puede fundir una carga fría en menos de una hora. En la práctica se considera que se necesitan 600 kW para fundir una tonelada de hierro en una hora.
Un horno de inducción en funcionamiento normalmente emite un zumbido, silbido o chirrido (debido a la magnetostricción), cuya frecuencia puede ser utilizada por los operarios con experiencia para saber si el horno funciona correctamente o a qué potencia lo está haciendo.